# Azusa Futami
Azusa Futami (二見 梓, Futami Azusa) est une joueuse de volley-ball et de beach-volley japonaise née le 15 mai 1992 à Hayama (Préfecture de Kanagawa). Elle mesure 1,81 m et joue au poste de centrale. 

## Clubs
| Club                      | De        | À         |
| ------------------------- | --------- | --------- |
| Yamato Minami High School |           | 2010-2011 |
| Toray Arrows              | 2011-2012 | 2014-2015 |

## Palmarès

### Équipe nationale
- Championnat d'Asie et d'Océanie des moins de 18 ans
  - Vainqueur : 2010.

### Clubs
- V Première Ligue
  - Vainqueur : 2012.
  - Finaliste : 2013.
- Tournoi de Kurowashiki
  - Finaliste : 2012.
- Coupe de l'impératrice
  - Vainqueur : 2011.
  - Finaliste : 2012.
- Championnat AVC des clubs
  - Finaliste : 2012.